# Successió d'Ulam

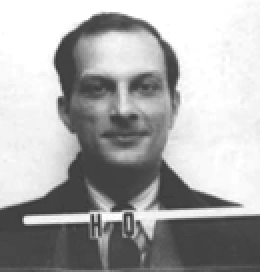
Placa d'identitat d'Ulam de Los Alamos.

En la teoria dels nombres, la successió d'Ulam és una seqüència de nombres naturals tals que cada un d'ells es pot expressar, d'una única manera, com a suma de dos membres diferents precedents de la successió. Una successió d'Ulam és indicada pels seus dos primers termes (a,b), això indica que el primer terme és a i el segon és b, sent a<b. Si a i b no estan especificats, s'entén que a=1 i b=2. Els nombres d'aquesta última successió s'anomenen nombres d'Ulam.
La seqüència pren el nom del seu descobridor, Stanislaw Ulam, un matemàtic polonès que la va estudiar inicialment per trobar un anàleg unidimensional dels autòmats cel·lulars.

## Successió d'Ulam (1,2)
Considerant a=1 i b=2; U1=1 i U₂=2. I a partir d'aquí, tot nombre que es pugui expressar només d'una manera com a suma de dos membres diferents de la successió en formarà part. El següent terme és el 3, atès que es pot expressar com a 3=2+1. El 4 també en forma part (3+1), ja que 2+2 no compta en ser els sumands iguals. El 5 és el primer nombre natural que no forma part de la successió, ja que 5=1+4=2+3.
Hi ha 26 nombres d'Ulam més petits que 100. Són els següents: 1, 2, 3, 4, 6, 8, 11, 13, 16, 18, 26, 28, 36, 38, 47, 48, 53, 57, 62, 69, 72, 77, 82, 87, 97, 99.
Els primers nombres d'Ulam que són també nombres primers són: 2, 3, 11, 13, 47, 53, 97, 131, 197, 241.
L'únic cas conegut de nombres d'Ulam consecutius són (47 i 48), a part dels casos trivials (1 i 2) (2 i 3) i (3 i 4).
S'ha demostrat que no hi ha tres nombres d'Ulam seguits (més enllà dels trivials). Mitjançant la reducció a l'absurd, imaginem tres nombres d'Ulam consecutius (que no siguin el cas trivial), a, b i c, sent a<b<c. Llavors c=b+1=a+2, per tant c no és un nombre d'Ulam, ja que es pot expressar com a dues sumes diferents de nombres d'Ulam.
Dels valors coneguts, l’n-èsim nombre d'Ulam és igual a aproximadament, 13,73 vegades n. Ulam va conjecturar que el conjunt dels nombres d'Ulam tenia una densitat asimptòtica nul·la, és a dir, que convergia en el 0. Tot i això, els nombres d'Ulam semblen tenir una densitat de prop de 0,07396 (7,396%). Com a curiositat, s'ha vist que el 60% dels nombres d'Ulam coneguts, difereixen de 2 d'un altre terme de la successió.

## Altres successions d'Ulam
Agafant diferents valors per a i b, tindrem les següents successions:
| {\displaystyle (a,b)} | Successions d'Ulam {\displaystyle (a,b)} |
| --------------------- | ---------------------------------------- |
| (1, 2)                | 1, 2, 3, 4, 6, 8, 11, 13, 16, 18, ...    |
| (1, 3)                | 1, 3, 4, 5, 6, 8, 10, 12, 17, 21, ...    |
| (1, 4)                | 1, 4, 5, 6, 7, 8, 10, 16, 18, 19, ...    |
| (1, 5)                | 1, 5, 6, 7, 8, 9, 10, 12, 20, 22, ...    |
| (2, 3)                | 2, 3, 5, 7, 8, 9, 13, 14, 18, 19, ...    |
| (2, 4)                | 2, 4, 6, 8, 12, 16, 22, 26, 32, 36, ...  |
| (2, 5)                | 2, 5, 7, 9, 11, 12, 13, 15, 19, 23, ...  |

## Propietats generals

### Infinitesa de termes
Per tot a i b nombres naturals i diferents, podem demostrar que el cardinal dels nombres d'Ulam és infinit. Mitjançant la reducció a l'absurd imaginem que el total de nombres d'Ulam fos finit. Llavors existiria un terme Un que seria l'últim element de la successió, i un element Un-1 que seria el penúltim. Llavors, en sumar Un+Un-1 = M obtindríem M, que, o bé només es pot expressar només com a suma de Un i Un-1 i és, per tant, membre de la successió, o bé també és resultat de sumar dos termes, que per força hauran de ser un més petit que Un i l'altre més gran que Un. Ambdues possibilitats contradiuen el punt de partida (a saber, que Un és l'últim terme de la successió).

### Successions d'Ulam regulars
Una successió d'Ulam és considerada regular si la diferència entre els seus termes successius es converteix, a la llarga, en periòdica. En general, totes les successions d'Ulam que tenen un nombre finit de nombres parells són regulars. En particular, tota successió amb a=2 i b imparell més gran que 3 són regulars i tenen exactament 2 termes imparells. També tota successió amb a=4 i b>5 congruent a 1 en mòdul 4 (que s'expressa amb la fórmula 4k+1, per tot k nombre natural) serà regular i tindrà exactament 3 nombres parells. Pel que se sap fins avui, no sembla que la successió d'Ulam (1,2) sigui regular.

## Generalitzacions
Es consideren successions s-additives aquelles en què, partint dels primers 2s, cada nombre de la seqüència es pot obtenir com a s representacions de la suma de dos altres elements. En el cas de la successió d'Ulam, s=1.
Ha estat conjecturat que totes les seqüències 0-additives són regulars.
I encara una generalització més de la successió d'Ulam seria la (s,h)-additiva, en què després dels primers hs termes han de poder ser expressats com a suma de h termes de la successió en, exactament, s modes.

### Successió de Stöhr
La successió de Stöhr és un cas particular de la (s,h)-additiva en què s és 0 i la h no està determinada. Observi's que, en ser s=0 implica que els termes de la successió han de no poder ser expressats com a suma de h termes.
| {\displaystyle h} | {\displaystyle h}-successions d'Stöhr     |
| ----------------- | ----------------------------------------- |
| 2                 | 1, 2, 4, 7, 10, 13, 16, 19, 22, 25, ...   |
| 3                 | 1, 2, 4, 8, 15, 22, 29, 36, 43, 50, ...   |
| 4                 | 1, 2, 4, 8, 16, 31, 46, 61, 76, 91, ...   |
| 5                 | 1, 2, 4, 8, 16, 32, 63, 94, 125, 156, ... |

Els primers h+1 termes de cada h-successió de Stöhr són les potències de 2 des d'1 fins a 2h. La resta de termes successius són donats per {\displaystyle (2^{h}-1)(n-h)+1}.

### Successió generalitzada de Fibonacci
Si modifiquem lleugerament la definició de la successió d'Ulam, prenent com a terme successiu el més gran nombre que sigui sumam de dos termes precedents en únicament un mode, en comptes d'agafar el més petit, s'obté la successió de Fibonacci. En general, canviant d'aquest mode la definició de la successió d'Ulam general (a,b) s'obté la successió generalitzada de Fibonacci.